# Enneapterygius hemimelas
Enneapterygius hemimelas és una espècie de peix de la família dels tripterígids i de l'ordre dels perciformes.

## Morfologia
- Els mascles poden assolir 4 cm de longitud total.[2][3]

## Hàbitat
És un peix marí de clima tropical i associat als esculls de corall que viu fins als 30 m de fondària.

## Distribució geogràfica
Es troba des de les Illes Ryukyu fins a l'est d'Austràlia, les Illes Mariannes, les Illes Marshall, Samoa, les Illes Fènix (Kiribati) i les Illes Loyauté.